# Gilon
Gilon (hebr. גילון; ang. Gilon) – wieś komunalna położona w Samorządzie Regionu Misgaw, w Dystrykcie Północnym, w Izraelu.

## Położenie
Wieś jest położona na wysokości 295 metrów n.p.m. w północno-zachodniej części Dolnej Galilei. Leży na górze Har Gillon (367 m n.p.m.), która stanowi południowo-zachodnią granicę Doliny Bet ha-Kerem. Teren położony na południe od wsi stromo opada do głębokiego wadi strumienia Hilazon. W kierunku zachodnim teren łagodnie opada w stronę wzgórz Zachodniej Galilei i dalej na równinę przybrzeżną Izraela. Okoliczne wzgórza są częściowo zalesione. W otoczeniu wsi Gilon znajdują się miasto Karmiel, miejscowości Sza’ab, Kabul, Dżudajda-Makr, Julis, Jirka i Madżd al-Krum, kibuce Jasur i Pelech, moszaw Achihud, oraz wsie komunalne Szoraszim, Curit i Tal-El. Na północnym zachodzie jest położona baza wojskowa Jirka, w której prawdopodobnie mieszczą się magazyny amunicji. Na zachodzie jest strefa przemysłowa Bar-Lev.

### Podział administracyjny
Gilon jest położona w Samorządzie Regionu Misgaw, w Poddystrykcie Akka, w Dystrykcie Północnym Izraela.

## Demografia
Stałymi mieszkańcami wsi są wyłącznie Żydzi. Tutejsza populacja jest świecka:

Źródło danych: Central Bureau of Statistics.

## Historia
Osada została założona w 1980 roku w ramach rządowego projektu Perspektywy Galilei, którego celem było wzmocnienie pozycji demograficznej społeczności żydowskiej na północy kraju. Grupa założycielska składała się głównie z byłych mieszkańców Hajfy, którzy pragnęli przeprowadzić się w wiejską okolicę. Początkowo mieszkali oni w prowizorycznych przenośnych domach, bez energii elektrycznej i dobrego dojazdu. Później dołączyli do nich członkowie prawicowych partii politycznych Herut i Bejtar. Istnieją plany połączenia z sąsiednią wsią Curit w jeden organizm wiejski.

### Nazwa
Nazwa wsi pochodzi od góry Har Gillon, na której jest ona położona.

## Edukacja
We wsi znajduje się przedszkole oraz szkoła podstawowa i szkoła średnia.

## Kultura i sport
We wsi jest ośrodek kultury z biblioteką. Z obiektów sportowych jest podgrzewany kryty basen pływacki i boisko do koszykówki. Przy szkole jest sala sportowa oraz zespół boisk z zapleczem.

## Infrastruktura
We wsi jest przychodnia zdrowia, sklep wielobranżowy oraz warsztat mechaniczny.

## Gospodarka
Większość mieszkańców dojeżdża do pracy w pobliskich strefach przemysłowych.

## Transport
Ze wsi wyjeżdża się na północny zachód na drogę nr 8512, którą jadąc na wschód dojeżdża się do wsi Curit, lub na północny zachód do skrzyżowania z drogą ekspresową nr 85. Jadąc nią na wschód dojeżdża się do miejscowości Madżd al-Krum, lub na zachód do moszawu Achihud.